# Johann August Ende
Johann August Ende (* 20. September 1832 in Greifenhain; † unbekannt) war ein deutscher Lehrer und Autor, dessen Aufnahme in das Haan’sche Lexikon sächsischer Schriftsteller umstritten war.

## Leben und Wirken
Nach dem Schulbesuch und einer Lehrerausbildung wurde Ende 1852 Hilfslehrer in Obergruna. 1854 wechselte er als dritter Mädchenlehrer nach Pegau. Ab 1856 war er Organist und zweiter Lehrer in Markranstädt. Als solcher organisierte er mehrere Kinderfeste in der Stadt. Bei jenem Fest im Jahre 1869 wurde am Schluss eine extra angefertigte Schulfahne durch ihn geweiht.
Bereits kurz nach Erscheinen des Sächsischen Schriftsteller-Lexicons wurde 1875 in der Öffentlichkeit in der Zeitschrift Die Grenzboten die Aufnahme von Ende in das genannte Lexikon kritisiert. Es heißt dort u. a. „wenn ein Dorfschulmeisterlein weiter nichts geleistet hat, als [...] eine ‚Rede zur Weihe der neuen Schulfahne am Kinderfest in Markranstädt‘ – dann bin ich grausam genug zu behaupten, daß diese Leute den von Herrn Dr. Haan ihnen zugeschickten Bogen lieber hätten unausgefüllt lassen sollen, und daß sie nicht die Ehre beanspruchen dürfen, in einem ‚Sächsischen Schriftstellerlexikon‘ zu stehen.“

## Publikationen (Auswahl)
- Rede, gehalten am Schlusse des Markranstädter Kinderfestes. Selbstverlag, 1857.
- Die Weihe der neuen Schulfahne und Schlußrede am Kinderfest zu Markranstädt. Selbstverlag, 1869.